# Felizitas Fertig
Felizitas Fertig (geboren 25. Mai 1939 als Felizitas Weber) ist eine deutsche Richterin im Ruhestand. Sie hatte von 1986 bis 2004 als erste Frau das Amt des Präsidenten des Verwaltungsgerichts Kassel inne und war von 1984 bis 2004 Mitglied des Staatsgerichtshofs des Landes Hessen.

## Leben
Fertig war seit 9. Oktober 1970 Gerichtsassessorin bzw. Richterin im Oberlandesbezirk Frankfurt am Main. Zwischen 1970 und 1972 heiratete sie, da der Geburtsname Weber im Handbuch der Justiz 1972 erwähnt wird. Seit 4. April 1972 war Fertig Richterin am Verwaltungsgericht Wiesbaden. Zum 22. Dezember 1978 wurde sie an den Hessischen Verwaltungsgerichtshof in Kassel berufen.
Mindestens seit 1981 war sie Richterin und seit 1. Januar 1986 als erste Frau Präsidentin des Verwaltungsgerichts Kassel. Zum 31. Mai 2004 wurde sie in den Ruhestand verabschiedet.
Am 3. September 1984 wurde Fertig vom Hessischen Landtag zum stellvertretenden nicht richterlichen Mitglied am Staatsgerichtshof des Landes Hessen gewählt. Am 11. Juni 1986 wechselte sie dort die Gruppe und wurde zum richterlichen Mitglied gewählt. Sie wurde in dieses Nebenamt 1987, 1994 und 2001 wiedergewählt. Mit Eintritt in den Ruhestand schied sie 2004 aus.

## Publikationen
- Anmerkung zum Verwaltungsgericht Freiburg, Urteil vom 18. August 1981 - 6 K 64/81. In: Neue Juristische Wochenschrift. 1981, S. 2830.
- Wehrpflicht contra Elternrecht? In: Neue Juristische Wochenschrift. 1989, S. 2796.
- Zentrale Dokumentationsstelle der Freien Wohlfahrtspflege für Flüchtling (Hrsg.): Erlebnisse mit Flüchtlingen im Sudan. Ergebnis einer Reise von Asylrichtern in den Sudan vom 11.11. bis 01.12.1984. Bonn 1985, DNB 891331867.